# Бурсфран ле Шапи
Бурсфран ле Шапи (фр. Bourcefranc-le-Chapus) је насељено место у Француској у региону Поату-Шарант, у департману Приморски Шарант.
По подацима из 2011. године у општини је живело 3366 становника, а густина насељености је износила 271,45 становника/km².

## Демографија
| 1962. | 1968. | 1975. | 1982. | 1990. | 2011. |
| ----- | ----- | ----- | ----- | ----- | ----- |
| 3.073 | 3.095 | 2.984 | 2.794 | 2.851 | 3.366 |